# Happy Valley (Oregón)
Happy Valley es una ciudad ubicada en el condado de Clackamas en el estado estadounidense de Oregón. En el año 2000 tenía una población de 4.519 habitantes y una densidad poblacional de 646.2 personas por km².

## Geografía
Happy Valley se encuentra ubicada en las coordenadas 45°26′45″N 122°32′1″O / 45.44583, -122.53361.

## Demografía
Según la Oficina del Censo en 2000 los ingresos medios por hogar en la localidad eran de $93,131, y los ingresos medios por familia eran $95,922. Los hombres tenían unos ingresos medios de $68,125 frente a los $43,667 para las mujeres. La renta per cápita para la localidad era de $36,665. Alrededor del 1.2% de la población estaban por debajo del umbral de pobreza.